# مانويل فيرنانديز (مدرب)
مانويل (مانيو) فيرنانديز (بالفرنسية: Manuel Fernández)‏ (1 فبراير 1922 في لانغريو - 9 يناير 1971) لاعب كرة قدم ومدرب فرنسي ذو أصول إسبانية راحل .
مانيو ابن لاجئ إسباني مقيم في فرنسا ولعب للمرة الأولى لصالح نادي لنس ثم انضم إلى نادي الدرجة الثانية كليرمونت . في سنة 1947 انضم إلى نادي سانت إتيان وبقي وفيا له لمدة 14 موسم متتالي مشاركا في 230 مباراة في بطولة دوري الدرجة الأولى . في السنوات الثماني الأولى شارك في مركز الظهير الأيسر واعتبارا من سنة 1955 تم تعيينه مدربا للفريق . في موسم 1961/1962 غادر نادي سانت إتيان متوجها لتدريب غريمه التقليدي نادي ليون . توفي مانيو في حادث سيارة أثناء عودته من حضور مباراة الفريق الذي يدربه وهو إتريت . تكريما له تم إطلاق اسمه على الشارع المحيط بملعب نادي سانت إتيان غيوفري غيشارد .